# I Would Like
I Would Like è un singolo della cantante svedese Zara Larsson, pubblicato l'11 novembre 2016 come quarto estratto dal secondo album in studio So Good.

## Descrizione
La canzone contiene delle interpolazioni del brano Dat Sex Body della cantante giamaicana Sasha.

## Promozione
Larsson ha presentato I Would Like dal vivo per la prima volta il 4 dicembre 2016 alla 13ª edizione della versione britannica di X Factor.

## Tracce
Testi e musiche di Zara Maria Larsson, James Abrahart, Alexander Izquierdo, Marcus Lomax, Jordan Johnson, Stefan Johnson, Oliver Peterhof, Karen Chin e Anthony Kelly.
Download digitale, streaming
1. I Would Like – 3:46

Download digitale, streaming – Gorgon City Remix
1. I Would Like (Gorgon City Remix) – 4:23

Download digitale, streaming – R3hab Remix
1. I Would Like (R3hab Remix) – 2:27

## Formazione
Hanno partecipato alle registrazioni, secondo le note di copertina di So Good:
Musicisti
- Zara Larsson – voce
- James Abrahart – cori
- Marcus Lomax – cori

Produzione
- The Monsters & Strangerz – produzione
- German – produzione
- Stefan Johnson – registrazione
- Phil Tan – missaggio
- Bill Zimmerman – assistenza all'ingegneria del suono, ingegneria del suono aggiuntiva
- Michelle Mancini – mastering

## Classifiche

### Classifiche settimanali
| Classifica (2016-17) | Posizione massima |
| -------------------- | ----------------- |
| Australia            | 16                |
| Austria              | 72                |
| Belgio (Fiandre)     | 51                |
| Belgio (Vallonia)    | 62                |
| Canada               | 68                |
| Danimarca            | 23                |
| Germania             | 56                |
| Irlanda              | 7                 |
| Italia               | 69                |
| Libano               | 16                |
| Norvegia             | 23                |
| Nuova Zelanda        | 19                |
| Paesi Bassi          | 28                |
| Polonia              | 27                |
| Portogallo           | 38                |
| Regno Unito          | 2                 |
| Repubblica Ceca      | 38                |
| Slovacchia           | 38                |
| Spagna               | 92                |
| Svezia               | 4                 |
| Svizzera             | 55                |
| Ucraina              | 20                |

### Classifiche di fine anno
| Classifica (2017) | Posizione |
| ----------------- | --------- |
| Regno Unito       | 60        |
| Svezia            | 88        |